# Горбатка
Горбатка — річка у Бердичівському та Андрушівському районах Житомирської області. Права притока Пустохи (басен Дніпра).

## Опис
Довжина 12  км, похил річки — 2,9 м/км. Формується з багатьох безіменних струмків та вдойм. Площа басейну 61,8 км².

## Розташування
Бере початок між селами Дубівкою та Красівкою. Тече на північний схід через селище Червоне і на його північно-східній околиці впадає у річку Пустоху, ліву притоку Гуйви.